# Jacques Cinq-Mars
Jacques Cinq-Mars (* 1942; † 27. November 2021 in Montreal) war ein kanadischer Archäologe, der von 1979 bis zu seinem Ruhestand 2002 am Canadian Museum of Civilization tätig war. Er war auf die Urgeschichte Kanadas, insbesondere den Yukon, spezialisiert. Cinq-Mars grub von 1977 bis 1987 die Bluefish-Höhlen in der Gegend von Old Crow aus und zeigte die Anwesenheit von Menschen in Amerika lange vor der Clovis-Kultur auf.